# Tommi Miettinen
Tommi Miettinen (* 3. Dezember 1975 in Kuopio) ist ein ehemaliger finnischer Eishockeyspieler, der im Laufe seiner Karriere für KalPa Kuopio, TPS Turku und Ilves Tampere in der SM-liiga sowie für Brynäs IF und Luleå HF in der Elitserien aktiv war. Seit seinem Karriereende 2013 arbeitet er als Trainer. Seine Brüder Jami und Tatu sind ebenfalls professionelle Eishockeyspieler.

## Karriere
Tommi Miettinen begann seine Karriere als Eishockeyspieler in seiner Heimatstadt in der Nachwuchsabteilung von KalPa Kuopio, für dessen Profimannschaft er erstmals von 1992 bis 1995 in der SM-liiga, der höchsten finnischen Spielklasse, aktiv war. In diesem Zeitraum wurde er zudem im NHL Entry Draft 1994 in der zehnten Runde als insgesamt 236. Spieler von den Mighty Ducks of Anaheim ausgewählt, für die er allerdings nie spielte. Stattdessen unterschrieb der Center zur Saison 1995/96 einen Vertrag bei TPS Turku. Mit der Mannschaft wurde er 1996 und 1997 jeweils Vizemeister und er gewann in der Saison 1998/99 mit TPS den finnischen Meistertitel. Auf europäischer Ebene gewann er mit seinem Team darüber hinaus 1997 die European Hockey League. 
Von 1999 bis 2002 spielte Miettinen für Ilves Tampere in der SM-liiga. Anschließend verbrachte er dreieinhalb Jahre bei Brynäs IF in der schwedischen Elitserien und eineinhalb Jahre bei den SCL Tigers in der Schweizer Nationalliga A. Bei den Tigers konnte er vor allem in der Saison 2006/07 überzeugen, als er in 44 Spielen 33 Scorerpunkte, davon neun Tore, erzielte. Von 2007 bis 2009 stand der ehemalige Nationalspieler für den Luleå HF in der schwedischen Elitserien auf dem Eis. Seit der Saison 2009/10 läuft der Finne wieder für seinen Heimatverein KalPa Kuopio in der SM-liiga auf, bei dem er zwischen 2011 und 2013 Mannschaftskapitän war.
Nach der Saison 2012/13 beendete er seine Karriere und wurde Assistenztrainer bei KalPa.

### International
Für Finnland nahm Miettinen im Juniorenbereich an der U18-Junioren-Europameisterschaft 1993 sowie den U20-Junioren-Weltmeisterschaften 1994 und 1995 teil. Im Seniorenbereich stand er 2003 im Aufgebot seines Landes bei der Euro Hockey Tour.

## Erfolge und Auszeichnungen
- 1996 Finnischer Vizemeister mit TPS Turku
- 1997 Gewinn der European Hockey League mit TPS Turku
- 1997 Finnischer Vizemeister mit TPS Turku
- 1999 Finnischer Meister mit TPS Turku

## Statistik
(Stand: Ende der Saison 2010/11)